# 克劳特海姆 (图林根州)
克劳特海姆（德語：Krautheim，發音：[ˈkʁaʊthaɪm] ⓘ）是德国图林根州魏玛地区县曾经的一个市镇，面积10.24平方千米，2017年12月31日人口为499人。2019年1月1日，克劳特海姆与另外10个市镇合并为新市镇阿姆埃特斯贝格。